# Anthony Munday
Anthony Munday (o Monday) (1560?-10 de agosto de 1633), fue un dramaturgo inglés. Su principal interés para el lector moderno radica en su colaboración con Shakespeare y otros en la obra Sir Thomas More y sus escritos sobre Robin Hood.
Es posible que actuase como actor. En 1578 estuvo en Roma, según él para ver otros países y aprender idiomas, pero es posible que fuera un espía o un periodista. Regresó a Inglaterra en 1578-1579, y puede que fuera de nuevo actor, con la compañía del conde de Oxford.
En 1582 se encontró en una difícil situación. Intervino en el descubrimiento de la conspiración católica de ese año, que suscitó animosidad contra los jesuitas. Admitió haber pasado "algún tiempo como estudiante del papa en el seminario de Roma", pero siempre negó ser católico. Escribió cinco panfletos anti-papales, entre ellos el salvaje A Discoverie of Edmund Campion and his Confederates--whereto is added the execution of Edmund Campion, Raphe Shenvin, and Alexander Brian, cuya primera parte se leyó en el patíbulo en que murió Campion en diciembre de 1581.
Sus servicios políticos contra los católicos fueron premiados en 1584 con el puesto de mensajero de la cámara de su majestad, tiempo en que parece que dejó de actuar. En 1598-1599, cuando viajó con los hombres del Conde de Pembroke a los Países Bajos, era como dramaturgo para reescribir viejas obras.
No se sabe cuándo obtuvo el título de "poeta de la ciudad". Ben Jonson lo presenta como tal en "The Case is Altered," escrito en 1598 o 1599. Ridiculiza a Don Antonio Balladino (como llama a Munday), y Middleton lo menciona en su "Triumphs of Truth". 
Fue un autor prolífico en verso y prosa, original y traducido, y se encuentra entre los precedesores de Shakespeare como dramaturgo. Una de sus primeras obras fue "The Mirror of Mutability," 1579; "Banquet of Dainty Conceits" fue publicada en 1588. La mayor parte de los datos sobre su carrera teatral aparecen en los papeles de Philip Henslowe. Obras suyas no dramáticas aparecen en "Bibliographia Poetica," "Censura Literaria," "British Bibliographer," etc.
Tradujo al inglés libros de caballerías como Palmerín de Oliva (Palmerin D'Oliva, 1588), Amadís de Gaula (Amadis de Gaul, 1596) y Palmerín de Inglaterra (Palmerin of England, 1596)